# Burton Miller
Burton Miller (* 17. Januar 1926 in Pennsylvania; † 5. März 1982 in Los Angeles) war ein US-amerikanischer Kostümbildner, der vor allem für das Fernsehen tätig war.

## Leben
Burton Miller begann seine Karriere Anfang der 1960er-Jahre. Er war vor allem für das Fernsehen tätig und schuf die Kostüme für Fernsehserien wie Wettlauf mit dem Tod, Ihr Auftritt, Al Mundy und Der Sechs-Millionen-Dollar-Mann. Daneben arbeitete er auch für den Film.
1977 schuf er zusammen mit Edith Head die Kostüme für den Katastrophenfilm Verschollen im Bermuda-Dreieck. Die beiden wurden dafür bei der Oscarverleihung 1978 mit einer Oscar-Nominierung bedacht. Der Preis ging jedoch an John Mollo für seine Arbeit an Krieg der Sterne.
Burton Miller verstarb am 5. März 1982 plötzlich und unerwartet im Alter von nur 56 Jahren, nachdem er kurz zuvor über Übelkeit geklagt habe. Seine letzte Arbeit war am Film Zwei ausgekochte Gauner, dessen Veröffentlichung er nicht mehr erlebte.

## Filmografie (Auswahl)
Film
- 1964: Das Mädchen mit der Peitsche (Kitten with a Whip)
- 1968: Der Befehl (Counterpoint)
- 1974: Erdbeben (Earthquake)
- 1977: Verschollen im Bermuda-Dreieck (Airport ’77)
- 1977: Achterbahn (Rollercoaster)
- 1978: Damien – Omen II (Damien: Omen II)
- 1978: Hausbesuche (House Calls)
- 1979: Airport ’80 – Die Concorde (The Concorde … Airport ’79)
- 1980: Die nackte Bombe (The Nude Bomb)
- 1982: Das Horror-Hospital (Visiting Hours)
- 1983: Zwei ausgekochte Gauner (The Sting II) (posthum)

Fernsehen
- 1962–1964: Alfred Hitchcock präsentiert (Alfred Hitchcock Presents)
- 1962–1971: Die Leute von der Shiloh Ranch (The Virginian)
- 1963–1967: Bob Hope Presents the Chrysler Theatre
- 1965–1968: Wettlauf mit dem Tod (Run for Your Life)
- 1967–1975: Der Chef (Ironside)
- 1968–1970: Ihr Auftritt, Al Mundy (It Takes a Thief)
- 1969–1973: Wo alle Wege enden (Night Gallery)
- 1970–1977: Ein Sheriff in New York (McCloud)
- 1971–1972: McMillan & Wife
- 1971–1976: Columbo
- 1974–1978: Der Sechs-Millionen-Dollar-Mann (The Six Million Dollar Man)
- 1975–1978: Die Zwei mit dem Dreh (the Switch)
- 1980: Die Skandalreporterin (The Gossip Columnist)